# 辽阳站
辽阳站位于中国辽宁省辽阳市白塔區，是沈大铁路、辽溪铁路及哈大高速铁路上的车站，为沈阳铁路局鞍山车务段管辖的二等站，办理列车的通过、到发和部分车辆中转、解编作业，以及客运、货运、军运、装卸等任务。

## 历史

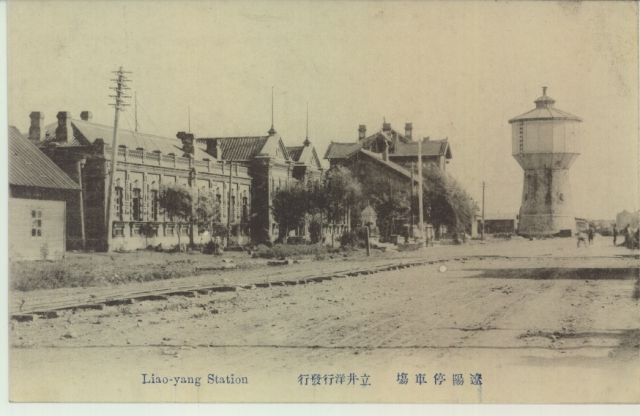
拍摄于1945年以前的辽阳站

1898年3月，沙皇俄国为修筑中东铁路南满支路，开始在辽阳修筑火车站，车站于1901年建成启用。车站客货运输，是中东铁路全线所设9个二等站之一，为当时中东铁路南线三大车站之一。日俄会战后，日军占领辽阳站，并设立满洲军司令部，在辽阳站建设军事专线。
1925年满铁对辽阳站进行了大规模改建，新建二层站房。

车站站房于1975年海城地震中受到严重破坏，后重建建筑面积6528平方米的站房，1978年竣工。新站房外立面采用竖向墙板装饰。

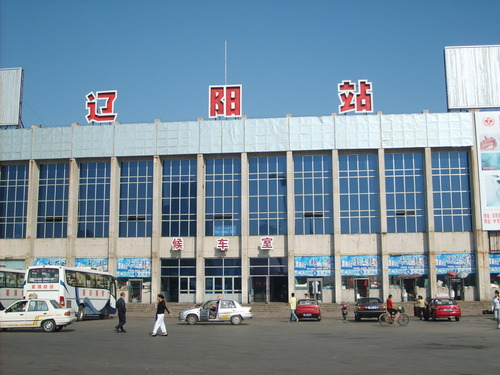
车站站房（2007年）

1980年代末，修建上行编组场及旅客站台地道；1991年3月10日本站电气集中工程开工，11月7日竣工:157,404,85。
2009年4月，辽阳站开始改造工程。车站在改造过程中重建站房，改建既有站场布局、新建高速场，同时在北咽喉引入辽溪铁路，新站台于2012年8月3日启用，新站房于2012年8月22日启用。
2023年，辽阳市人民政府对辽阳站进行改建，改造东站前广场，同时计划建设辽阳站西站房和站东交通枢纽。2025年1月1日，辽阳站西站房正式开通运营。

## 车站结构

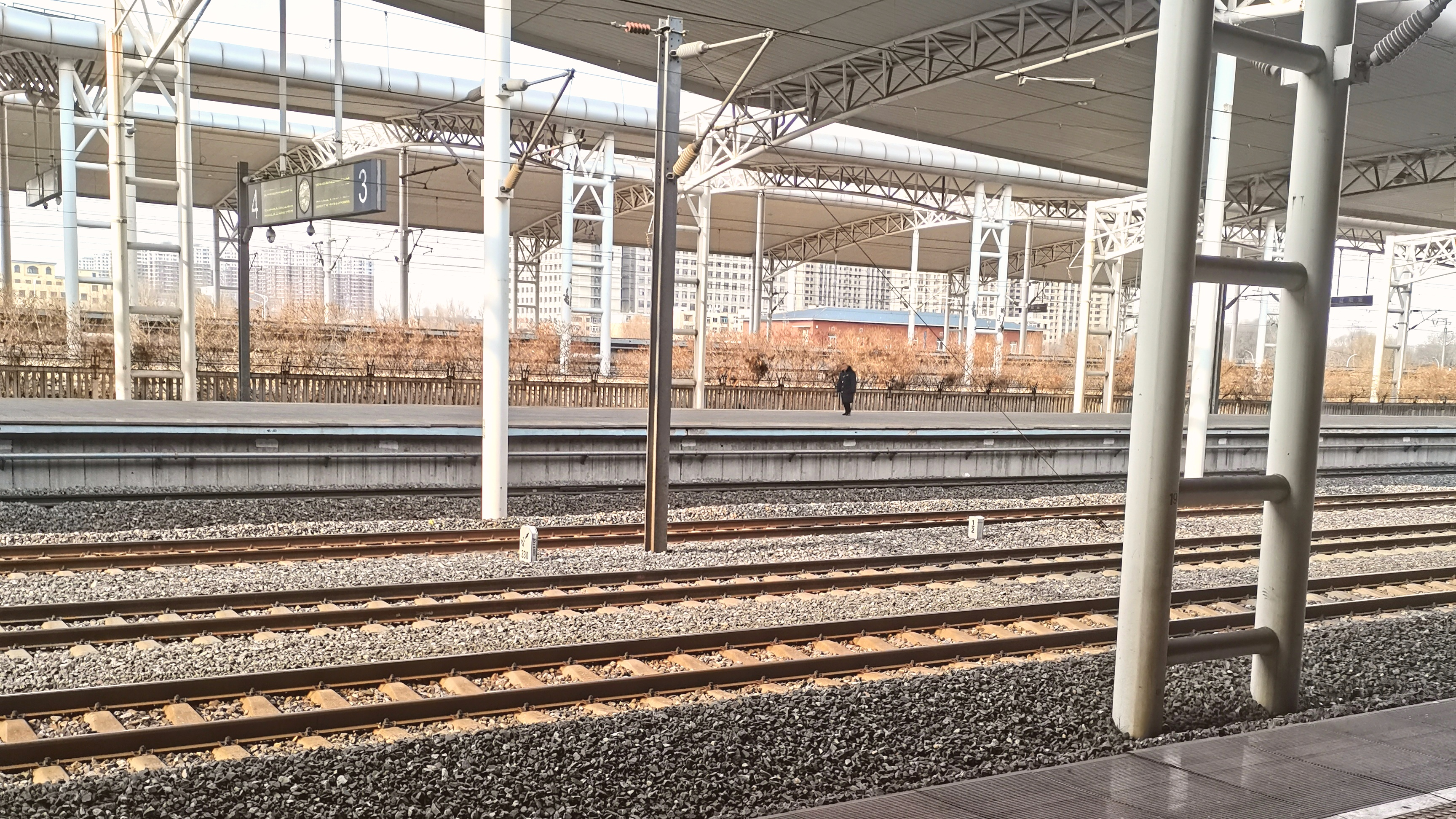
辽阳站站台

辽阳站是沈大铁路、辽溪铁路及哈大高速铁路的车站，日均办理旅客列车约98列。车站目前使用站房于2012年8月22日投用，长146米，宽29米，总面积7497平方米。站房售票厅设10个人工售票窗口和5台自动售票机；候车大厅一层为普速列车候车区，二层为高铁列车候车区，同时可容纳1500人候车；并设置了8个自动检票口和2个人工检票口。
车站站场设有14条股道，1座天桥和2条地下通道。其中辽阳一场和高速场并列布置。辽阳一场为普速场，设有8条股道和2座岛式站台；辽阳二场位于一场南侧，建于2009年，设2条正线、3条到发线和5条调车线；高速场设2条正线、4条到发线、2座岛式站台。辽阳一场和高速场客运站台被无站台柱雨棚覆盖。
| 西↑ |        |                                                                   |  |
| 5道 | 8      | 高速场 到发线                                                     |  |
|     | 岛式   |                                                                   |  |
| 3道 | 7      | 高速场 到发线                                                     |  |
| Ⅰ道 | 无     | （鞍山西站）高速场 沈大高速线 下行正线 往沈阳北站方向（沈阳南站） |  |
| Ⅱ道 | 无     | （鞍山西站）高速场 沈大高速线 上行正线 往大连北站方向（沈阳南站） |  |
| 4道 | 6      | 高速场 到发线                                                     |  |
|     | 岛式   |                                                                   |  |
| 6道 | 5      | 高速场 到发线                                                     |  |
| 9道 | 2      | Ⅰ场 存车线                                                        |  |
| 7道 | 4      | Ⅰ场 到发线                                                        |  |
|     | 岛式   |                                                                   |  |
| 5道 | 3      | Ⅰ场 到发线                                                        |  |
| 3道 | 无     | Ⅰ场 到发线                                                        |  |
| Ⅰ道 | 无     | （辽阳Ⅱ场）Ⅰ场 沈大线 下行正线 往沈阳北站方向（张台子站）         |  |
| Ⅱ道 | 无     | （辽阳Ⅱ场）Ⅰ场 沈大线 上行正线 往大连站方向（张台子站）           |  |
| 4道 | 2      | Ⅰ场 到发线                                                        |  |
|     | 岛式   |                                                                   |  |
| 5道 | 1      | （辽阳Ⅱ场）Ⅰ场 辽溪线 往本溪站方向（宝镜站）                      |  |
|     | 侧式   |                                                                   |  |
| 东↓ | 东站房 |                                                                   |  |